# Jack Clayton
Pour les articles homonymes, voir Clayton.
Jack Clayton est un producteur, réalisateur et scénariste britannique, né le 1er mars 1921 à Brighton et mort le 26 février 1995 à Slough.
Il était spécialisé dans l’adaptation d’œuvres littéraires.

## Biographie

### Carrière
(février 2022).
Jack Clayton commence sa carrière en travaillant pour les studios Denham d’Alexander Korda où, arrivé comme garçon de courses, il devient progressivement monteur.
Après avoir servi dans la Royal Air Force pendant la Seconde Guerre mondiale, il devient producteur associé pour plusieurs films de Korda, avant de diriger le court métrage The Bespoke Overcoat (1956) basé sur l’adaptation théâtrale (1953) que fit Wolf Mankowitz (en) de la nouvelle de Nicolas Gogol, Le Manteau (1842). Ce film resitue l’action de l’histoire de Gogol dans un entrepôt de vêtements de l’East End de Londres et fait d’un pauvre juif le fantomatique protagoniste.
Son premier long métrage, Les Chemins de la haute ville (Room at the Top, 1959), est un réquisitoire sévère contre le système britannique des classes.  Le film, qui adapte un roman de John Braine, est présenté en compétition au Festival de Cannes et remporte deux Oscars dont l'Oscar de la meilleure actrice décerné à Simone Signoret.  Il vaut aussi à Clayton sa seule nomination pour l’Oscar du meilleur réalisateur. Ce long-métrage est considéré comme l’un des films fers de lance du mouvement du réalisme cinématographique en Grande-Bretagne.
Clayton poursuit avec ce qui va devenir un classique du cinéma fantastique : Les Innocents (The Innocents, 1961), une histoire de fantômes tirée du roman de Henry James Le Tour d'écrou.  Tout comme son prédécesseur, le film est présenté en compétition au Festival de Cannes.  Clayton demeure ensuite inactif durant plusieurs années.  Il va d’ailleurs faire suivre chacune de ses réalisations d’une longue période d’inactivité pendant toute sa carrière.
Il réalise ensuite Le Mangeur de citrouilles (The Pumpkin Eater, 1964), un drame psychologique tiré d'un roman de Penelope Mortimer adapté par Harold Pinter.  Pour la troisième et dernière fois, Clayton se retrouve en compétition au Festival de Cannes. La vedette féminine du film, Anne Bancroft, y remporte un prix d'interprétation.  Grâce à ce rôle, Bancroft sera aussi en nomination à l'Oscar de la meilleure actrice et récipiendaire d'un Golden Globe.  
Suit Chaque soir à neuf heures (Our Mother's House, 1967), le premier film en couleur que Clayton réalise.  Puis, sept ans plus tard, une grosse production américaine, Gatsby le Magnifique (The Great Gatsby, 1974), adaptation du roman de Scott Fitzgerald. Le scénario du film est signé Francis Ford Coppola.  Malgré un casting imposant (Robert Redford, Mia Farrow, Karen Black, ...), le film est un échec et, sans doute à cause de cela, il faut attendre neuf ans pour retrouver Clayton derrière la caméra, pour une adaptation du récit de Ray Bradbury, La Foire des ténèbres (Something Wicked This Way Comes, 1983).  Le film est produit par les studios Disney, qui apporte plusieurs changements à la version proposée par Clayton.  À sa sortie, l'oeuvre reçoit un accueil critique assez favorable, mais la réaction commerciale est tout aussi mitigée.
The Lonely Passion of Judith Hearne, son dernier long métrage (1987), réalisé en Grande-Bretagne, est l’occasion pour Maggie Smith de montrer toute l’étendue de son talent, en interprétant le rôle d’une veille fille se débattant avec le vide de son existence. Le film vaut enfin à Clayton les premières critiques élogieuses depuis de nombreuses années. Il retrouve Smith en 1992, pour un téléfilm cette fois, Memento Mori, tiré d’un roman de Muriel Spark ; Clayton en écrit également le scénario.

### Vie privée
Il a été marié, jusqu’à son décès, à l’actrice israélienne Haya Harareet.
Pour définir sa religion, il répondait « ex-catholique ».[réf. nécessaire]

## Filmographie

### Comme producteur
- 1949 : La Reine des cartes (The Queen of Spades)
- 1952 : Moulin Rouge
- 1953 : Plus fort que le diable (Beat the Devil)
- 1954 : Les bons meurent jeunes (The Good Die Young)
- 1955 : Une fille comme ça
- 1956 : Trois hommes dans un bateau (Three Men in a Boat)
- 1956 : Sailor Beware!
- 1956 : Dry Rot
- 1956 : Moby Dick
- 1957 : Le Scandale Costello (The Story of Esther Costello)
- 1958 : Le crime était signé (The Whole Truth)
- 1961 : Les Innocents (The Innocents)
- 1967 : Chaque soir à neuf heures (Our Mother's House)

### Comme réalisateur
- 1944 : Naples Is a Battlefield (court métrage)
- 1956 : The Bespoke Overcoat (court métrage)
- 1959 : Les Chemins de la haute ville (Room at the Top)
- 1961 : Les Innocents (The Innocents)
- 1964 : Le Mangeur de citrouilles (The Pumpkin Eater)
- 1967 : Chaque soir à neuf heures (Our Mother's House)
- 1974 : Gatsby le magnifique (The Great Gatsby)
- 1983 : La Foire des ténèbres (Something Wicked This Way Comes)
- 1987 : The Lonely Passion of Judith Hearne
- 1992 : Memento Mori (téléfilm)

### Discographie
- En 2005, le label Disques Cinémusique a fait paraître une compilation intitulée Les Musiques de Georges Delerue pour les films de Jack Clayton.

On y retrouve les thèmes principaux tirés des cinq films sur lesquels ces deux créateurs ont collaboré. L'arrangeur Robert Lafond y utilise à la fois la technique d'échantillonnage et un petit ensemble de musiciens pour les parties solistes. Une réédition de 2008 propose un livret de 20 pages illustré et le texte de présentation bilingue analyse chacune des œuvres au programme en les situant dans leur contexte de production (présentation en ligne).